# Choma (Choma)
Choma è un centro abitato dello Zambia, situato nella Provincia Meridionale e in particolare nel Distretto di Choma.